# پوتس کمپ (میسیسیپی)
پوتس کمپ (به انگلیسی: Potts Camp) شهرکی در ایالت میسیسیپی کشور ایالات متحده آمریکا است که جمعیت آن در سرشماری سال ۲۰۱۰ میلادی، ۵۲۳
نفر بوده‌است.